# Сид Вишес
Джон Са́ймон Ри́чи (англ. John Simon Ritchie; 10 мая 1957 года, Луишем, Лондон, Англия — 2 февраля 1979 года, Нью-Йорк, США), более известный как Сид Ви́шес (англ. Sid Vicious — Сид Беспощадный) — британский музыкант, известный прежде всего как басист панк-рок-группы Sex Pistols. Несмотря на его смерть в 1979 году в возрасте 21 года, он по сей день остается иконой панк-субкультуры; один из его друзей отметил, что он воплотил все, что есть в панке, включая «темноту, упадок и нигилизм».

## Биография
Сид Вишес родился 10 мая 1957 года в Лондоне в семье Джона Ричи (охранника, одно время работавшего в Букингемском дворце) и Энн, женщины хиппиозных наклонностей, многие годы употреблявшей наркотики. Джа Уоббл (друг детства Сида и впоследствии участник Public Image Limited) вспоминал, в какой ужас он пришёл, когда увидел, что Энн выдаёт сыну дозу героина: «Мне было 16 лет, а в таком возрасте мама — это человек, который оставляет тебе ужин в духовке, а не шприц, которым сама пользовалась…».
Вскоре после рождения сына Джон Ричи ушёл из семьи, а Сид с матерью отправились на остров Ибица, где провели 4 года. По возвращении в Англию Энн в 1965 году вышла замуж за Кристофера Беверли. Некоторое время семья жила в графстве Кент; после смерти отчима мать и сын сняли комнату в Танбридж-Уэллс, затем жили в Сомерсете.
К учёбе Сид интереса не проявлял и в 15 лет бросил школу, но вскоре (под именем Саймон Джон Беверли) поступил в художественный колледж Хэкни (англ. Hackney College), где начал изучать фотографию. Здесь он познакомился с Джоном Лайдоном, который и дал ему ставшее впоследствии знаменитым прозвище. Согласно одной из версий, хомячок Лайдона по прозвищу Сид укусил Джона за руку, и тот воскликнул: «Sid is really vicious!». Позже появились версии, согласно которым прозвище было дано в честь Сида Барретта и песни Лу Рида «Vicious». Вместе с Джоном Уордлом (позже взявшим псевдоним Jah Wobble) и Джоном Греем они образовали команду The 4 Johns. Как вспоминает Энн, в отличие от Лайдона, который был чрезвычайно замкнутым и застенчивым парнем, Сид красил волосы и вёл себя в манере своего тогдашнего кумира, Дэвида Боуи. Лайдон рассказывал, что они дуэтом часто зарабатывали деньги уличными концертами, исполняя песни Элиса Купера: Джон пел, а Сид аккомпанировал ему на тамбурине.
Долгое время Сид жил попеременно — то со сквоттерами, то в доме матери, но в 17 лет, рассорившись с ней, стал действительно бездомным, благодаря чему впервые и вошёл в панк-культуру (большинство лондонских сквоттеров в те дни составляли панки). Примерно в это время Сид впервые попал в магазин на Кингс Роуд под названием «Too Fast to Live, Too Young to Die» (вскоре переименовавшийся в «SEX») и познакомился сначала с Гленом Мэтлоком (который работал здесь, а по вечерам играл на бас-гитаре), затем через него - со Стивом Джонсом и Полом Куком. Двое последних только что образовали группу Swankers и пытались уговорить владельца магазина Малкольма Макларена (который незадолго до этого вернулся из Америки, где некоторое время управлял делами New York Dolls) стать их менеджером. Вскоре состав превратился в Sex Pistols и нашёл себе вокалиста в лице другого завсегдатая, Джона Лайдона, — хотя поначалу жена Макларена, Вивьен Вествуд остановила свой выбор именно на Сиде.
Некоторое время Сид рассматривался и в качестве возможного вокалиста другой новой группы, The Damned, но из списков был вычеркнут после того, как не явился на прослушивание. В те же дни он собрал скандально знаменитый сквоттер-бэнд The Flowers of Romance; в числе участников были будущие The Slits. Ещё недавно страдавший от одиночества, Сид вдруг оказался в самом центре нового культурного движения и решил не упускать своего шанса: взяв (по примеру своего нового кумира, Ди Ди Рамона) бас-гитару, он окончательно принял образ жизни, который очень скоро привел его к трагедии.
В сентябре 1976 года Сид стал участником так называемого Первого международного панк-фестиваля, организованный Роном Уоттсом, менеджером 100 Club в содружестве с Малкольмом Маклареном. Хедлайнерами здесь были Sex Pistols, к тому времени уже имевшие репутацию новой, в высшей степени перспективной группы с потрясающим авторским дуэтом. Когда стало известно, что в программе освободилось время для ещё одного участника, двое участников Bromley Contingent — Сьюзи Сью и Стив Спанкер (Северин) — тут же предложили свои услуги, в качестве двух других участников несуществующей «группы» пригласив Сида (ударные) и Билли Айдола (гитара; место последнего тут же занял Марко Пиррони, приятель девушки по имени Сью Женщина-кошка (Soo Catwoman), с которой также дружил Сид). Так в первый день Фестиваля Сид впервые вышел на большую сцену. Впрочем, уже на второй день он с неё «сошёл», поскольку был арестован (за то, что начал бросать на сцену бутылки) и помещён в тюрьму для несовершеннолетних Ashford Remand. Выйдя из заключения, он поселился у Catwoman и стал для неё кем-то вроде телохранителя.

### Приход в Sex Pistols
После того, как в январе 1977 года бас-гитарист Sex Pistols Глен Мэтлок вынужден был уйти, его место предложили Вишесу, слабо владевшему инструментом, но обладавшему имиджем идеального панка. Тот искренне пытался овладеть инструментом, но его игра была неровной и слабой. В частности, Стив Джонс считал, что Сид играть так и не научился. Того же мнения придерживался Лемми, у которого Сид брал уроки На концертах зачастую приходилось отключать его бас-гитару от усилителей, чтобы он не сбивал с толку других музыкантов (в студии Вишес не играл). Концертный дебют Сида в группе состоялся 3 апреля 1977 года в лондонском клубе Screen on the Green. Это выступление было заснято на плёнку Доном Леттсом; запись была включена в фильм «Punk Rock Movie».

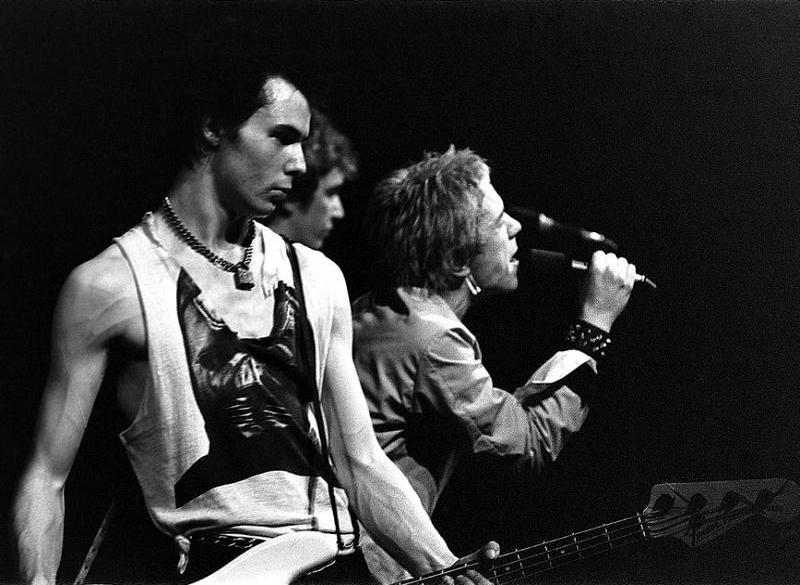
Сид (слева) в составе Sex Pistols

Попав в состав Sex Pistols почти случайно, Сид Вишес оказался в лучах скандальной славы группы и тут же стал её самым ярким персонажем. Прессу особенно привлекал имидж и манеры Вишеса, полюбившего позировать и давать интервью, оттого в восприятии широкой публики Вишес, даже более чем Роттен и остальные участники коллектива, стал олицетворением панка, хотя собственно в творчество Sex Pistols он вложил немного (одна написанная песня и несколько перепевок чужих).
Между тем, именно Сид придумал знаменитый «танец» пого. «Я ненавидел Контингент Бромли и вот придумал способ погонять их по этому <fucking> „Клубу 100“. Я просто бросался из стороны в сторону, подпрыгивая — бойнг, бойнг, бойнг! — и сбивал их с ног на пол», — рассказывал он.
Принято[кем?] считать, что именно благодаря Сиду вокруг группы сгустилась атмосфера насилия. Утверждалось, что однажды он с велосипедной цепью атаковал журналиста Ника Кента — якобы по наущению Макларена и Роттена, которых возмутило то, что Кент накануне выступил в составе The Damned. Впоследствии реальность этого факта подвергалась сомнению, поскольку свидетелей нападения не было, и о нём все узнали из статей и воспоминаний самого Кента. Мифу о «грозном» Сиде также не соответствует тот подтверждённый многими очевидцами факт, что Сид совершенно не умел драться и бывал неоднократно бит — в частности, Полом Уэллером, Дэвидом Ковердейлом и гитаристом Thin Lizzy Джоном Робертсоном.
Почти сразу же после прихода в группу Сид познакомился с Нэнси Спанджен, наркоманкой-групи, которая прибыла в Лондон из Нью-Йорка с единственной целью переспать с Sex Pistols.
Памела Рук, приятельница Сида, работавшая в магазине одежды, вспоминала: «От Джона и Стива она перешла к Сиду, и тот влюбился мгновенно. Для него, помимо всего прочего, Нэнси была олицетворением целой культуры с центром в Нью-Йорке, где царствовала его любимая группа Ramones».
Пара поселилась в квартире Рук неподалёку от Букингемского дворца, где все трое расположились на одном, общем матрасе — в столовой.

«Сид стал для неё лёгкой добычей. Все хотели быть с ним, но, к несчастью, он выбрал Нэнси. Она была на удивление толстокожа: возможно, самый неприятный человек из всех, с кем мне приходилось встречаться в своей жизни. Все видели её насквозь. Все, кроме Сида».— Памела Рук
Тем временем Sex Pistols потеряли и второй контракт — с A&M Records; во многом причиной тому стали потасовки, инспирированные Сидом. Однако Джа Уоббл в рецензии на книгу Алана Паркера «Sid Vicious: Noone Is Innocent» утверждает, что слухи о них были сильно преувеличены. Так, например, «нападения» на радиоведущего Боба «Шептуна» Харриса в клубе Speakeasy не было: Сид лишь сказал тому несколько резких слов.
Свой третий контракт группа подписала с Virgin Records, но к моменту выхода «God Save the Queen» здоровье Сида ухудшилось: он успел побывать в больнице, где лечился от гепатита C. При этом две его страсти — к Нэнси и героину — нарастали неконтролируемо.
После того, как Sex Pistols вернулись из Скандинавии и отыграли несколько «секретных» британских сетов (SPOTS: Sex Pistols on Tour Secretly), стало ясно, что Нэнси становится для группы опасной обузой. Её попытались насильно отправить в Америку, но план провалился: Сид и Нэнси сблизились ещё сильнее: теперь они противостояли всему миру, и ничто уже не могло их разлучить. Временами пара выглядела вполне респектабельно: например, в ходе благотворительных концертов в Хаддерсфилде в пользу шахтёров (где Джон принял участие в «драке тортами») Сид и Нэнси общались с детьми и произвели на всех самое приятное впечатление. Здесь же впервые Сиду дали возможность выйти к микрофону (он спел «Chinese Rocks» и «Born to Lose»).

### Американские гастроли
Американское турне Sex Pistols началось с Юга. Нэнси рядом не было, её оставили в Англии, и Сид впал в депрессию. Кроме того, Warner Bros. Records, американский лейбл группы, приставил к нему охранников (во главе с Ноэлом Монком) с единственной целью — не подпускать к героину. Эффект тем самым был достигнут противоположный. Сид после концерта в Джорджии сбежал и вернулся на следующий день с некой Хелен Киллер (одной из фанаток «Пистолз»).
Вскоре группа разделилась на два лагеря. Стив Джонс, Пол Кук и Малкольм Макларен продолжили гастроли на самолёте, а Джон Лайдон (к этому времени всерьёз обеспокоенный состоянием своего друга) вместе с Сидом путешествовал в фургоне. Гастроли проходили в атмосфере наркотического хаоса и нараставшего насилия. В Сида постоянно летели бутылки; однажды он немедленно ответил обидчику — ударом бас-гитары по голове. С изрезанной грудью, в крови, он (по словам Джона) «превратился в циркового артиста». На сцену в Далласе (Техас) Сид вышел, нацарапав на груди кровавую надпись: «Gimme a Fix». 14 января остатки группы, ещё недавно считавшейся популярнейшей в мире, собрались в Сан-Франциско, чтобы дать последний концерт в Winterland Ballroom. В конце его, бросив в зал вопрос: «А вы чувствовали себя когда-нибудь обманутыми?» — Джон Лайдон объявил о выходе из состава Sex Pistols и остался в Америке без гроша в кармане. Стив и Пол отправились в Рио, Сид продолжал наркотическую оргию с новыми друзьями, обеспечивавшими его наркотиками. Один из них (некто Буги) спас его от смерти после передозировки и со второй попытки переправил в Англию, к Нэнси.
Принято[кем?] считать, что причиной падения Сида была Нэнси. Но Джон Лайдон значительную часть вины возлагал на Макларена.

«С самого начала американских гастролей Sex Pistols я не выпускал его <Сида> из поля зрения — даже в автобусе садился рядом. Всё у него было нормально, но лишь до того, как мы прибыли в Сан-Франциско. Кто-то сочтёт это простым совпадением, но стоило в нашем отеле появиться Малкольму, как Сид камнем пошёл на дно… Трагедия состояла в том, что он наивно уверовал в собственный имидж. А ведь был, в сущности, безобиден и беззащитен! Сид медленно погибал, а окружающие наслаждались зрелищем. Особенно Малкольм, полагавший, что саморазрушение есть суть поп-звёздности. Я был вне себя от бешенства: становиться поп-звёздами мы никогда и не собирались!..»— Джон Лайдон в беседе с Полом Морли, New Musical Express, октябрь 1996 года.

### Смерть Нэнси

Сид и Нэнси в 1978 году

В Лондоне Макларен, занятый созданием фильма (который тогда назывался «Who Killed Bambi»: впоследствии он вышел под названием «The Great Rock and Roll Swindle»), дал понять Сиду и Нэнси, что денег они от него не получат, если не согласятся выполнять все его указания, касающиеся фильма. Сид отправился в Париж на съёмки и записал там версию «My Way» (песни, прославленной Фрэнком Синатрой). Запись проходила нелегко: Сид то и дело отказывался работать «с этими французскими идиотами».
Готовые плёнки были отправлены в Лондон: здесь Стив Джонс наложил гитарные партии и придал треку специфически «пистоловское» звучание. «My Way» вышел синглом в июне (с «No One Is Innocent») и тут же стал подниматься в чартах (#7 UK Singles Chart).
В благодарность за участие в фильме Сид получил свободу от Макларена. Официально ставшая его менеджером Нэнси Спанджен вылетела в Нью-Йорк и взялась там за организацию предстоящих гастролей. С группой The Vicious White Kids (Глен Мэтлок, Стив Нью и Рэт Скэбиз) Сид дал один концерт в Electric Ballroom и, получив деньги, тут же вылетел в Нью-Йорк. По прибытии Сид и Нэнси направились в отель «Челси», некогда знаменитый своими постояльцами, теперь же славный лишь наркотическими оргиями, и сняли здесь номер (№ 100). Нэнси действительно удалось организовать несколько концертов: в составе новой группы вместе с Сидом выходили Джерри Нолан и Киллер Кейн (экс-New York Dolls), а также гитарист Стив Диор. В клубе Max’s в качестве гостя появился Мик Джонс, гитарист The Clash.
Но после того как 7 сентября 1978 года, на последнем концерте, Вишес появился под героином и, едва спев заплетающимся языком кавер на песню Игги Попа «I Wanna Be Your Dog», потерял сознание, все музыканты отказались с ним выступать. Вскоре после этого Сид отправился вместе с Нэнси в гости к её родителям, но визит успеха не имел. Оба были законченными наркоманами, выглядели ужасно и привели еврейское семейство в ужас и негодование.
Две другие песни, записанные Сидом одновременно с «My Way», — «Something Else» и «C’mon Everybody» — вышли синглами под вывеской Sex Pistols и стали хитами (#3 UK). В октябре он получил от Макларена гонорар (чеком) и сумму наличными в 25 тысяч долларов: последняя в тот же день была положена в нижний ящик стола в гостиничном номере отеля. Наступил день 11 октября: Сиду и Нэнси срочно потребовалась доза. Прошёл слух о том, что деньги у них есть, и они готовы заплатить любую сумму. Известно, что в гостиничном номере у них побывали как минимум два наркодилера. Получив дозы, Сид и Нэнси впали в забытье. Сид пришёл в себя утром 12 октября. Нэнси находилась в ванной: она была убита, судя по всему, его ножом. Он немедленно вызвал сначала скорую, потом полицию, а 19 октября был арестован по подозрению в убийстве.
Сумма в 25 тысяч долларов из нижнего ящика стола исчезла и так никогда и не была найдена. Сам музыкант вследствие тяжёлой алкогольной и наркотической интоксикации не помнил произошедшего и вину свою категорически отрицал.
В первые же часы после произошедшего люди, знавшие Сида и Нэнси, стали выражать уверенность в том, что он не мог совершить это преступление. «Он был каким угодно, но не Vicious; собственно, под таким именем я его и не знал. Он был тихоней, очень одиноким человеком. С Нэнси они были очень чувствительной парой и прекрасно относились друг к другу. Даже в моём кабинете они не выпускали друг друга из объятий. Чувствовалось, что между ними существует сильнейшая связь», — говорил Стэнли Бард, менеджер отеля «Челси».
Фил Стронгман в книге «Pretty Vacant: A History of Punk» утверждает, что убийцей Нэнси был, скорее всего, Рокетс Редглэр, наркодилер, вышибала, актёр (и позже эстрадный комик). Он, как было достоверно установлено, находился в ту ночь рядом с Нэнси, которой принёс 40 капсул гидроморфона. Существовала также и версия, согласно которой гибель Нэнси явилась результатом неудавшегося «двойного самоубийства».

## Смерть

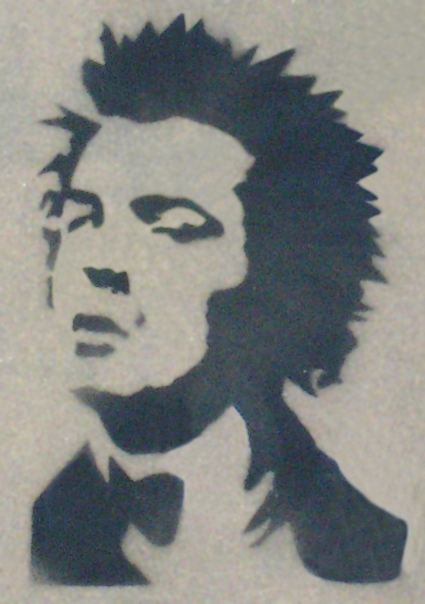
Сид Вишес — граффити в Мадриде

Сид был помещён в тюрьму «Райкерс» (Rikers Island). 
Макларен уговорил Virgin Records выделить залоговую сумму (в 50 тысяч долларов), пообещав от Сида новый альбом. 
Компания Warner Bros. собрала деньги на команду адвокатов и подозреваемого выпустили под залог.
22 октября, по-прежнему в состоянии глубокого потрясения от смерти возлюбленной, Сид попытался покончить с собой. Пока он находился в больнице, за ним ухаживала мать, прилетевшая из Англии. 
Едва выписавшись, Сид 9 декабря ввязался в драку, разбил бутылку о голову брата Патти Смит, Тодда Смита, и был арестован на 55 дней.
1 февраля он был вновь выпущен под залог и с матерью и группой друзей направился в квартиру своей подруги Мишель Робинсон. Здесь он принял дозу героина и потерял сознание. Присутствующие сумели привести его в чувство, после чего он принял героин вновь. «Могу поклясться, в эти минуты над ним возникла розоватая аура, — позже говорила Энн Беверли. — Наутро я принесла ему чаю. Сид лежал в полном умиротворении. Я попыталась растолкать его и тут поняла, что он холоден… И мёртв».
Главный коронер Нью-Йорка доктор Майкл Баден (Michael Baden), проводивший вскрытие, установил, что героин, обнаруженный в его организме, был 80-процентной чистоты, в то время как обычно Вишес использовал 5-процентный раствор.
7 февраля 1979 года Сид Вишес был кремирован, а несколько дней спустя Энн Беверли (несмотря на протесты четы Спандженов) рассеяла его прах — как принято считать, над могилой Нэнси на кладбище Царя Давида. Позже, однако, появились сообщения о том, что она случайно или умышленно опрокинула урну с прахом в Хитроу, и всё содержимое ушло в вентиляционную систему аэропорта.
Мать Вишеса не раз утверждала, что Сид покончил с собой, а не стал жертвой трагической случайности. Прямым указанием на то, по её словам, служили строки, написанные им незадолго до гибели в тюрьме Райкерс:

Ты была моей девочкой

И я разделял с тобой все твои страхи,

Такое счастье было обнимать тебя

И поцелуями собирать слёзы.

Но вот тебя нет, осталась только боль

И ничего не поправишь

Я не хочу продолжать жить,

Если мне больше нельзя жить ради тебя.

Моей прекрасной девочки.

Наша любовь никогда не умрёт.
Оригинальный текст (англ.)You were my little baby girl
And I shared all your fears,
Such joy to hold you in my arms
And kiss away your tears.
But now your gone there's only pain
And nothing can do
And I don't want to live this life,
If I can't live for you.
To my beautiful baby girl
Our love will never die.

### Версия Мишель Робинсон
В 2006 году канадское телевидение показало документальный фильм, где была сделана попытка восстановить поминутно события последнего дня Сида Вишеса. Здесь прозвучало шокирующее обвинение, выдвинутое Мишель Робинсон: она утверждала, что мать Вишеса вколола сыну смертельную дозу, пока тот находился в забытьи. Это согласуется с тем фактом, что, по свидетельству очевидцев, вечером он принял очень небольшую дозу, которая смертельной сама по себе стать никак не могла. Кроме того, судя по первым сообщениям, Вишес провёл вечер с друзьями в прекрасном настроении, много говорил о возвращении и о своём «будущем в шоу-бизнесе» — другими словами, не проявлял признаков депрессии.
В фильме утверждалось также, что Энн Беверли незадолго до смерти будто бы признавалась, что действительно ввела сыну смертельную дозу, потому что боялась, что его приговорят к пожизненному заключению за убийство Нэнси Спанджен.

## Музыкальность
Способности Вишеса как бас-гитариста оспаривались. Во время интервью для Guitar Hero III, когда гитариста Sex Pistols Стива Джонса спросили, почему он вместо Вишеса записал партии бас-гитары для Never Mind the Bollocks, он ответил: «Сид лежал в больнице с гепатитом, он не мог сыграть, не то, чтобы он вообще мог играть». Сид попросил Лемми, бас-гитариста Motörhead, научить его играть на бас-гитаре со словами «Я не умею играть на бас-гитаре», на что Лемми ответил: «Я знаю». В другом интервью Лемми сказал: «Всё это было нелегко. Он всё ещё не умел играть на бас-гитаре на момент смерти».
Согласно Полу Куку, в течение нескольких месяцев между присоединением к группе и знакомством с Нэнси Вишес преданно работал и изо всех сил пытался научиться играть. Вив Альбертайн, участница группы The Flowers of Romance, в составе которой был и Вишес, сказала, что однажды ночью она «ушла спать, а Сид остался с альбомом Ramones и бас-гитарой, и когда я проснулась утром, он умел играть. Он принял кучу спидов и научил себя. Он был быстр». Кит Левин, другой участник The Flowers of Romance, а позже The Clash и Public Image Ltd, рассказывает схожую историю: «Мог ли Сид играть на бас-гитаре? Этого я не знаю, но знаю, что Сид делал вещи очень быстро. Однажды ночью он безостановочно играл первый альбом Ramones, всю ночь, а на следующее утро он уже умел играть на бас-гитаре. Вот так всё и было; он был готов! Сид делал вещи очень быстро!».

## Альбомы
| Год  | Название              | Примечания                                                                      |
| ---- | --------------------- | ------------------------------------------------------------------------------- |
| 1979 | Sid Sings             | Сборник любительских записей с концертов Вишеса и его друзей в сентябре 1978 г. |
| 1998 | Sid Vicious & Friends | Сборник                                                                         |
| 2000 | Too Fast To Live      | Сборник                                                                         |

## Синглы
- «My Way» (30 июня 1978)
- «Something Else» (9 февраля, 1979)
- «C’mon Everybody» (22 июня, 1979)

## Бутлеги
- My Way/Something Else/C’mon Everybody (1979, 12", Barclay, Barclay 740 509)
- Live (1980, LP, Creative Industry Inc., JSR 21)
- Vicious Burger (1980, LP, UD-6535, VD 6336)
- Love Kills N.Y.C. (1985, LP, Konexion, KOMA)
- The Sid Vicious Experience — Jack Boots and Dirty Looks (1986, LP, Antler 37)
- The Idols with Sid Vicious (1993)
- Never Mind the Reunion Here’s Sid Vicious (1997, CD)
- Sid Dead Live (1997, CD, Anagram, PUNK 86)
- Sid Vicious Sings (1997, CD)
- Vicious & Friends (1998, CD, Dressed To Kill Records, Dress 602)
- Better (to provoke a reaction than to react to a provocation) (1999, CD, Almafame, YEAAH6)
- Steppin’ Stone (1989, 7", SCRATCH 7)
- Probably His Last Ever Interview (2000, CD, OZIT, OZITCD62)
- Better (2001, CD)
- Vive Le Rock (2003, 2CD)
- Too Fast To Live… (2004, CD)
- Naked & Ashamed (7", Wonderful Records, WO-73, 2004)
- Sid Live At Max’s Kansas City (LP, JSR 21, 2004)
- Sid Vicious (LP, Innocent Records, JSR 23, 2004)
- Sid Vicious McDonald Bros. Box (3CD, Sound Solutions, 2005)
- Sid Vicious & Friends (Don’t You Gimmyyyyyyyyyyyyyyye) No Lip/(I’m Not Your, 2006)

## Фильмография
- Will Your Son Turn into Sid Vicious? (1978)
- Mr. Mike's Mondo Video (1979, dir. Michael O'Donoghue)
- The Punk Rock Movie (1979, dir. Don Letts)
- The Great Rock'n'Roll Swindle (1980, dir. Julian Temple, VHS/DVD)
- DOA (1981, dir. Lech Kowalski)
- Buried Alive (1991, Sex Pistols)
- Decade (1991, Sex Pistols)
- Bollocks to Every (1995, Sex Pistols)
- Filth to Fury (1995, Sex Pistols)
- Classic Chaotic (1996, Sex Pistols)
- Kill the Hippies (1996, Sex Pistols, VHS)
- The Filth and The Fury (2000, dir. Julien Temple, VHS/NTSC/DVD)
- Live at the Longhorn (2001, Sex Pistols)
- Live at Winterland (2001, Sex Pistols, DVD)
- Never Mind the Bollocks Here's the Sex Pistols (2002, Sex Pistols, VHS/DVD)
- Punk Rockers (2003, Sex Pistols, DVD)
- Blood on the Turntable: The Sex Pistols (2004, dir. Steve Crabtree)
- Music Box Biographical Collection (2005, Sex Pistols, DVD)
- Punk Icons (2006, Sex Pistols, DVD)
- Chaos! Ex Pistols Secret History: The Dave Goodman Story (2007, Sex Pistols, DVD)
- Pirates of Destiny (2007, dir. Tõnu Trubetsky, DVD)
- Rock Case Studies (2007, Sex Pistols, DVD)
- In Search of Sid (2009, BBC Radio 4, Jah Wobble)[32]

## Память
Сиду Вишесу посвятили песни такие группы, как The Exploited («Sid Vicious Was Innocent»), Химера («Сиду Вишезу»), Lumen («Sid & Nancy»), Йорш («Сид и Нэнси») и ряд других. Был упомянут в песне «Харакири» группы Гражданская оборона: «Сид Вишес умер у тебя на глазах...», а также в песне Константина Кинчева и группы «Алиса» «Всё это рок-н-ролл»: «Где каждый в душе Сид Вишес, / А на деле Иосиф Кобзон». В песне Noize MC с нецензурным названием есть строчка: «Чиксы до сих пор хотят секса с экс-басистом Sex Pistols».
На своем альбоме Mona Lisa Overdrive 2003 года японская рок группа Buck-Tick выпустила песню «Sid Vicious on the beach». Примечательно, что вокал записал автор песни и гитарист группы Хисаси Имаи, поющий относительно редко и в основном на бэк-вокале, а не основной вокалист группы Ацуси Сакураи.
В 1986 году в Великобритании вышел фильм «Сид и Нэнси». Главные роли исполнили Гэри Олдмен и Хлоя Уэбб.
В 2022 году вышел биографический сериал о группе Sex Pistols, где роль Сида Вишеса исполнил Луи Партридж.